# Xiangyang (Hubei)

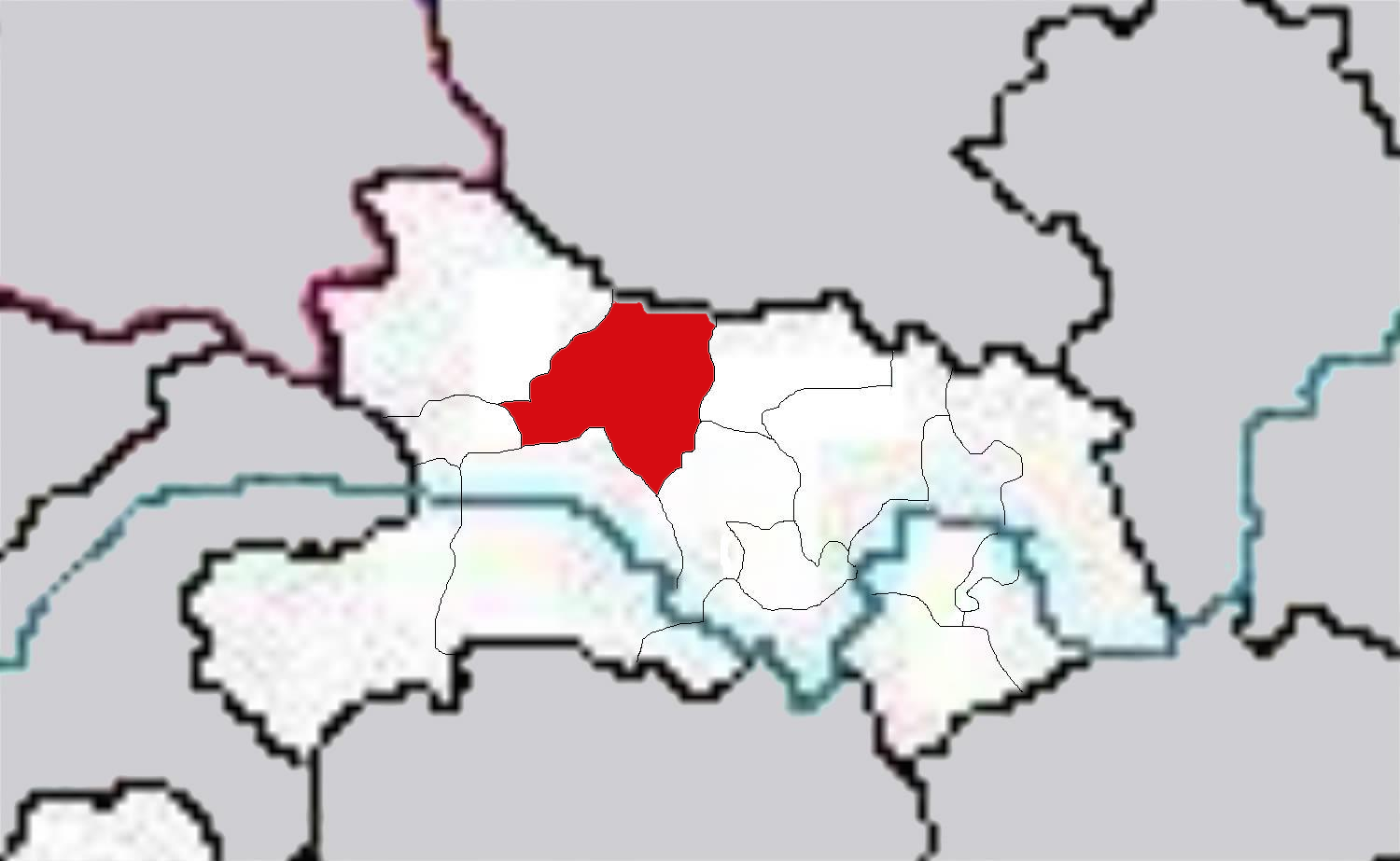
Lage von Xiangyang in der Provinz Hubei

Xiangyang (chinesisch 襄阳市, Pinyin Xiāngyáng Shì), bis 2010 Xiangfan (襄樊市,  Xiāngfán Shì), ist eine bezirksfreie Stadt in der Provinz Hubei in Zentralchina. Ihr Verwaltungsgebiet hat eine Fläche von 19.724 km² und 5.260.951 Einwohner (Stand: Zensus 2020). Ihr Stadtzentrum liegt am Ufer des Flusses Han Jiang zwischen Wuhan und Xi’an und besteht aus drei Stadtbezirken, die an den beiden Ufern des Han liegen – Fancheng und Xiangzhou am Nordufer und Xiangcheng am Südufer.

## Administrative Gliederung
Auf Kreisebene setzt sich Xiangyang aus drei Stadtbezirken, drei Kreisen und drei kreisfreien Städten zusammen. Diese sind (Stand: Ende 2019).:
- Stadtbezirk Xiangcheng (襄城区), 658 km², 514.400 Einwohner, Sitz der Stadtregierung;
- Stadtbezirk Fancheng (樊城区), 615 km², 912.200 Einwohner;
- Stadtbezirk Xiangzhou (襄州区), 2.400 km², 921.500 Einwohner;
- Kreis Nanzhang (南漳县), 3.856 km², 546.400 Einwohner, Hauptort: Großgemeinde Chengguan (城关镇);
- Kreis Gucheng (谷城县), 2.541 km², 511.200 Einwohner, Hauptort: Großgemeinde Chengguan (城关镇);
- Kreis Baokang (保康县), 3.220 km², 258.600 Einwohner, Hauptort: Großgemeinde Chengguan (城关镇);
- Stadt Laohekou (老河口市), 1.049 km², 482.700 Einwohner;
- Stadt Zaoyang (枣阳市), 3.278 km², 1.005.200 Einwohner;
- Stadt Yicheng (宜城市), 2.108 km², 527.800 Einwohner.

## Ethnische Gliederung der Bevölkerung (2000)
Beim Zensus im Jahr 2000 hatte Xiangfan 5.658.723 Einwohner.
| Name des Volkes | Einwohner | Anteil  |
| --------------- | --------- | ------- |
| Han             | 5.638.930 | 99,65 % |
| Hui             | 13.336    | 0,24 %  |
| Tujia           | 1.877     | 0,03 %  |
| Mongolen        | 1.402     | 0,02 %  |
| Manju           | 1.106     | 0,02 %  |
| Sonstige        | 2.072     | 0,04 %  |

## Geschichte
Die Stadt Xiangyang, gegründet während der Han-Dynastie (206 v. Chr. – 220 n. Chr.), ist eine der am besten erhaltenen alten Städte Chinas. Mit ihrer Lage im Zentrum Chinas finden sich hier zahlreiche Beispiele der Vermischung von südchinesischer und nordchinesischer Kultur.
Aufgrund der strategisch wichtigen Lage fanden in der Umgebung von Xiangyang bereits seit der Frühlings- und Herbstperiode (770–476 v. Chr.) zahlreiche Schlachten statt. Berühmt sind vor allem die Schlacht von Fancheng (219 v. Chr.) und die Belagerung von Xiangyang (1267–1273). Vor allem im chinesischen Nationalepos „Die Geschichte der Drei Reiche“ spielt Xiangyang eine zentrale Rolle, da in Longzhong (隆中街道), heute ein Straßenviertel des Stadtbezirks Xiangcheng, das einsiedlerische Genie Zhuge Liang lebte. Seit dieser Zeit ist Xiangyang Sitz von verschiedenen Lokalregierungen gewesen.

## Wirtschaft
Lag früher der Schwerpunkt in der Textilindustrie hat sich Xiangyang mittlerweile zur führenden Automobilstadt in Zentralchina entwickelt, in der auch zahlreiche europäische Firmen Werke (u. a. Volkswagen) errichtet haben. Xiangyang ist ein Straßen- und Eisenbahnknotenpunkt und hat einen internationalen Flughafen.

## Sehenswürdigkeiten
Durch seine lange Geschichte besitzt Xiangyang reiche kulturelle Hinterlassenschaften. Berühmt ist vor allem die fast fünf Kilometer lange Stadtmauer aus der Ming-Dynastie sowie die Hauptstraße von Fancheng im pseudo-klassischen Stil.
Sehenswert sind in Xiangyang Longzhong, Wohnort von Zhuge Liang (181–234 n. Chr.), ein herausragender Staatsmann und Stratege während der Zeit der Drei Reiche (noch heute ist Zhuge Liang Synonym für Weisheit und Unbestechlichkeit) und die Residenz des Beamten Xi Yu aus der frühen östlichen Han-Dynastie (25–220 n. Chr.) – eine gartenähnliche Anlage, die sowohl im nördlichen als auch im südlichen Stil gebaut worden ist.

## Städtepartnerschaften
Xiangyang listet folgende Partnerstädte auf:

| Stadt        | Land                   | seit |
| ------------ | ---------------------- | ---- |
| Columbus     | Vereinigte Staaten     | 2011 |
| Doun Kaev    | Kambodscha             | 2016 |
| Inuyama      | Japan                  | 1983 |
| Kostroma     | Russland               | 2001 |
| Raleigh      | Vereinigte Staaten     | 2011 |
| Smiths Falls | Kanada                 | 2010 |
| Wakefield    | Vereinigtes Königreich | 2016 |

## Persönlichkeiten
- Yan Zibei (* 1995), Schwimmer
- Wang Zongyuan (* 2001), Wasserspringer